# Phát súng hận thù
Phát súng hận thù (tiếng Hàn: 조선 총잡이; Romaja: Joseon Chongjabi) là một bộ phim truyền hình Hàn Quốc 2014 với sự tham gia của Lee Joon-gi, Nam Sang-mi, Jeon Hye-bin, Han Joo-wan và Yu Oh-seong. Phim được phát sóng trên KBS2 từ 25 tháng 6 đến 4 tháng 9 năm 2014 vào mỗi thứ tư và thứ năm hàng tuần lúc 21:55 gồm 22 tập.

## Phân vai

### Nhân vật chính
- Lee Jun Ki vai Park Yoon-kang [ Phác Nhuận Cang] [2][3][4][5][6][7][8]
- Nam Sang-mi vai Jung Soo-in [ Trịnh Tú Nhân ] [7][9][10][11]
- Jeon Hye-bin vai Choi Hye-won [Thôi Huệ Viên] .[12]
- Han Joo-wan vai Kim Ho-kyung [ Kim Hạo Cảnh]
- Yu Oh-seong vai Choi Won-shin [ Thôi Nguyên Tín ]

### Nhân vật phụ
- Choi Jae-sung vai Park Jin-han [ Phác Chấn Hán ]
- Kim Hyun-soo vai Park Yeon-ha [Phác Liên Hà]
- Choi Cheol-ho vai Moon Il-do [Văn Nhất Độ ]
- Lee Dong-hwi vai Han Jung-hoon [Hàn Chính Huân]
- Choi Ji-na vai phu nhân của Park Jin-han
- Uhm Hyo-sup vai Jung Hwe-ryung [Trịnh Hồi Lĩnh]
- Kim Ye-ryeong vai Lady Kim
- Ahn Ji-hyun vai Jan-yi
- Nam Myung-ryul vai Hyun Am [Huyền Nham]
- Kim Jung-hak vai Oh Kyung [Ngô Cảnh]
- Choi Jong-won vai Kim Jwa-young [Kim Tả Vinh]
- Ahn Suk-hwan vai Kim Byung-je [Kim Bỉnh Tế]
- Choi Jae-hwan vai Sang-chu
- Ryohei Otani vai Ganemaru
- Yoon Hee-seok vai Kim Ok-kyun [Kim Ngọc Quân]
- Jin Sung vai Sung-gil
- Kang Sung-jin vai Kim Moo-deok [Kim Vũ Đức]
- Park Jae-min vai Jong-tae [Tông Thái]
- Jung Geun vai Son Taek-soo [Tôn Thạch Tú]
- Kim Ga-eun vai Im Je-mi [Lâm Tế Mỹ]
- Kim Eung-soo vai Yamamoto

## Original soundtrack
| Đĩa 1: | Đĩa 1:                                      | Đĩa 1:         | Đĩa 1:     |
| STT    | Nhan đề                                     | Nghệ sĩ        | Thời lượng |
| ------ | ------------------------------------------- | -------------- | ---------- |
| 1.     | "달픈" (Aching)                             | Bubble Sisters | 3:54       |
| 2.     | "돌 틈 꽃" (A Flower in the Rock)           | ALi            | 4:32       |
| 3.     | "아파도 그대죠" (Though It Hurts, It's You) | Misty          | 4:17       |
| 4.     | "기다리라 해요" (Try to Wait)               | Im Chang-jung  | 4:15       |
| 5.     | "내 맘을 아나요" (Do You Know My Heart?)    | Ivy            | 3:33       |
| 6.     | "무한지애 (無限之愛)" (Infinite Love)       | Jo Jang-hyuk   | 4:25       |
| 7.     | "눈물을 닮아" (Resembling Tears)            | The Ray        | 4:10       |
| 8.     | "언제쯤 그칠까요" (When Will It End?)       | Yang Sun-mi    | 4:04       |
| 9.     | "행복합니다" (Happiness)                    | Timber         | 4:36       |

| Đĩa 2: | Đĩa 2:                     | Đĩa 2:        | Đĩa 2:     |
| STT    | Nhan đề                    | Nghệ sĩ       | Thời lượng |
| ------ | -------------------------- | ------------- | ---------- |
| 1.     | "義 - 흑랑 (黑狼)"         | Nhiều nghệ sĩ |            |
| 2.     | "雄 - Hero (Title)"        | Nhiều nghệ sĩ |            |
| 3.     | "鬪 - 혈투 (血鬪)"         | Nhiều nghệ sĩ |            |
| 4.     | "命 - Croce"               | Nhiều nghệ sĩ |            |
| 5.     | "慈 - Salvami l'anima Mia" | Nhiều nghệ sĩ |            |
| 6.     | "心 - 그대 머무는 곳에"    | Nhiều nghệ sĩ |            |
| 7.     | "連 - 다홍치마"            | Nhiều nghệ sĩ |            |
| 8.     | "相 - 동동 (動動)"         | Nhiều nghệ sĩ |            |
| 9.     | "安 - 태평가 (太平歌)"     | Nhiều nghệ sĩ |            |
| 10.    | "哀 - 이 비가 그치면"      | Nhiều nghệ sĩ |            |
| 11.    | "殘 - 붉은 달 (赤月)"      | Nhiều nghệ sĩ |            |
| 12.    | "覺 - 폭풍 속으로"         | Nhiều nghệ sĩ |            |
| 13.    | "忍 - 바람이라면"          | Nhiều nghệ sĩ |            |
| 14.    | "孤 - 이제 어디로"         | Nhiều nghệ sĩ |            |
| 15.    | "憬 - 단 하루만"           | Nhiều nghệ sĩ |            |
| 16.    | "希 - 희망가 (希望歌)"     | Nhiều nghệ sĩ |            |

## Tỉ lệ người xem
| Tập #      | Ngày phát sóng      | Bình quân người xem | Bình quân người xem | Bình quân người xem | Bình quân người xem |
| Tập #      | Ngày phát sóng      | TNmS Ratings        | TNmS Ratings        | AGB Nielsen         | AGB Nielsen         |
| Tập #      | Ngày phát sóng      | Cả nước             | Vùng thủ đô Seoul   | Cả nước             | Vùng thủ đô Seoul   |
| ---------- | ------------------- | ------------------- | ------------------- | ------------------- | ------------------- |
| 1          | 25 tháng 6 năm 2014 | 8.9%                | 9.1%                | 8.4%                | 8.8%                |
| 2          | 26 tháng 6 năm 2014 | 6.6%                | 8.2%                | 8.0%                | 8.6%                |
| 3          | 2 tháng 7 năm 2014  | 8.3%                | 8.6%                | 8.0%                | 8.3%                |
| 4          | 3 tháng 7 năm 2014  | 8.0%                | 8.7%                | 8.7%                | 9.4%                |
| 5          | 9 tháng 7 năm 2014  | 8.5%                | 8.7%                | 9.9%                | 9.6%                |
| 6          | 10 tháng 7 năm 2014 | 8.9%                | 9.9%                | 10.5%               | 10.6%               |
| 7          | 16 tháng 7 năm 2014 | 8.3%                | 8.8%                | 10.2%               | 11.1%               |
| 8          | 17 tháng 7 năm 2014 | 8.3%                | 8.8%                | 10.6%               | 12.1%               |
| 9          | 23 tháng 7 năm 2014 | 9.3%                | 10.3%               | 11.6%               | 12.4%               |
| 10         | 24 tháng 7 năm 2014 | 10.7%               | 11.7%               | 11.9%               | 12.2%               |
| 11         | 30 tháng 7 năm 2014 | 9.5%                | 10.6%               | 11.2%               | 12.1%               |
| 12         | 31 tháng 7 năm 2014 | 9.4%                | 11.2%               | 11.7%               | 12.8%               |
| 13         | 6 tháng 8 năm 2014  | 9.9%                | 10.3%               | 10.5%               | 11.5%               |
| 14         | 7 tháng 8 năm 2014  | 9.6%                | 10.3%               | 12.2%               | 13.1%               |
| 15         | 13 tháng 8 năm 2014 | 10.1%               | 10.6%               | 11.1%               | 11.3%               |
| 16         | 14 tháng 8 năm 2014 | 10.0%               | 10.4%               | 11.0%               | 10.7%               |
| 17         | 20 tháng 8 năm 2014 | 9.4%                | 9.4%                | 11.1%               | 11.4%               |
| 18         | 21 tháng 8 năm 2014 | 10.0%               | 10.7%               | 11.7%               | 11.9%               |
| 19         | 27 tháng 8 năm 2014 | 8.8%                | 9.8%                | 10.8%               | 11.7%               |
| 20         | 28 tháng 8 năm 2014 | 9.0%                | 9.4%                | 11.5%               | 12.5%               |
| 21         | 3 tháng 9 năm 2014  | 9.1%                | 9.2%                | 11.8%               | 12.0%               |
| 22         | 4 tháng 9 năm 2014  | 9.8%                | 10.5%               | 12.8%               | 13.0%               |
| Trung bình | Trung bình          | 9.1%                | 9.8%                | 10.7%               | 11.2%               |

## Giải thưởng và Đề cử
| Năm  | Giải                                               | Thể loại                                        | Người nhận                 | Kết quả   |
| ---- | -------------------------------------------------- | ----------------------------------------------- | -------------------------- | --------- |
| 2014 | KBS Drama Awards                                   | Top Excellence Award, Actor                     | Lee Joon-gi                | Đề cử     |
| 2014 | KBS Drama Awards                                   | Top Excellence Award, Actress                   | Nam Sang-mi                | Đề cử     |
| 2014 | KBS Drama Awards                                   | Excellence Award, Actor in a Mid-length Drama   | Lee Joon-gi                | Đoạt giải |
| 2014 | KBS Drama Awards                                   | Excellence Award, Actress in a Mid-length Drama | Nam Sang-mi                | Đoạt giải |
| 2014 | KBS Drama Awards                                   | Best Supporting Actor                           | Yu Oh-seong                | Đề cử     |
| 2014 | KBS Drama Awards                                   | Best Supporting Actress                         | Jeon Hye-bin               | Đề cử     |
| 2014 | KBS Drama Awards                                   | Best New Actress                                | Kim Ga-eun                 | Đề cử     |
| 2014 | KBS Drama Awards                                   | Best Young Actress                              | Kim Hyun-soo               | Đề cử     |
| 2014 | KBS Drama Awards                                   | Best Couple Award                               | Lee Joon-gi và Nam Sang-mi | Đoạt giải |
| 2015 | 48th WorldFest-Houston International Film Festival | Gold Remi for TV Miniseries                     | Phát súng hận thù'         | Đoạt giải |